# St Budeaux Victoria Road
St Budeaux Victoria Road – stacja kolejowa na przedmieściach Plymouth  w hrabstwie Devon na linii kolejowej Tamar Valley Line. Stacja bez sieci trakcyjnej. Jest równoległa do St Budeaux Ferry Road na linii Cornish Main Line.

## Ruch pasażerski
Stacja obsługuje 6516 pasażerów rocznie (dane za okres od kwietnia 2021 do marca 2022). Posiada bezpośrednie połączenia z Plymouth i Gunnislake. Pociągi zatrzymują się na stacji średnio co godzinę.

## Obsługa pasażerów
Automaty biletowe, przystanek autobusowy.